# هانز لوثر
هانز لوثر (بالألمانية: Hanns Lothar)‏ (و. 1929 – 1967 م) هو ممثل مسرحي، وممثل أفلام ألماني، ولد في هانوفر، توفي في هامبورغ، عن عمر يناهز 38 عاماً، بسبب قصور كلوي.

## جوائز
حصل على جوائز منها:
- German Film Award/Best Male Supporting Role  [لغات أخرى]‏، عن عمل: The Last Witness (1960 film) [الإنجليزية]‏ (1961)
- German Film Award/Best Male Supporting Role  [لغات أخرى]‏ (1960)

## وصلات خارجية
- هانز لوثر على موقع IMDb (الإنجليزية)
- هانز لوثر على موقع مونزينجر (الألمانية)
- هانز لوثر على موقع ألو سيني (الفرنسية)
- هانز لوثر على موقع أول موفي (الإنجليزية)
- هانز لوثر على موقع قاعدة بيانات الأفلام السويدية (السويدية)
- هانز لوثر على موقع ديسكوغز (الإنجليزية)
- هانز لوثر على موقع قاعدة بيانات الفيلم (الإنجليزية)
- هانز لوثر على موقع كينوبويسك (الروسية)